# Ichigo Kurosaki
Ichigo Kurosaki (黒崎 一護, Kurosaki Ichigo) é um personagem fictício e protagonista da série de mangá Bleach e suas adaptações criado por Tite Kubo. Ichigo adquiriu poderes de shinigami logo após o encontro com Rukia Kuchiki, uma shinigami encarregada de patrulhar a sua cidade, a cidade fictícia de Karakura. Como resultado, ela perdeu seus poderes, e para compensar o ocorrido, Ichigo decide trabalhar como substituto temporário de Rukia, lutando para proteger as pessoas dos espíritos malignos chamados de Hollows, enviando os espíritos bons para a Soul Society. Além da série de mangá, Ichigo aparece em muitas outras mídias de Bleach, incluindo a série de anime, os quatro filmes, os dois OVAs, musicais de rock, diversos jogos eletrônicos, light novels e o filme em live-action.
Kubo disse que o personagem de Ichigo foi criado para substituir Rukia como o protagonista da série, porque ele sentiu que ela não era adequada para o papel. Seu personagem tem sido bem recebido entre os leitores e os críticos. Ichigo ficou muitas vezes em destaque nas pesquisas dos personagens mais populares da Weekly Shonen Jump. Ele também foi classificado várias vezes como um dos personagens mais populares de Bleach. Em 2007, a revista japonesa Newtype classificou o personagem como um dos 100 personagens mais-amado dos animes. Os críticos da série também criticaram favoravelmente sobre a personalidade de Ichigo, embora muitos ainda o considerem sendo um estereótipo de anti-herói. Várias mídias baseados em Ichigo foram lançadas, incluindo brinquedos, roupas e action figures. Nas adaptações animadas de Bleach, Ichigo é dublado por Masakazu Morita em japonês, enquanto é dublado em português por Fábio Lucindo. No filme live-action, ele foi interpretado por Sota Fukushi.

## Criação e conceito
Ao desenhar a série de mangá, Kubo comentou que Rukia Kuchiki foi o primeiro personagem de Bleach que ele criou, e que foi originalmente planejado que ela fosse a protagonista. Contudo, através do desenvolvimento subsequente da série, Kubo decidiu transformá-la em um aliado importante de Ichigo que o introduziu como o personagem principal no lugar. Os esboços iniciais mostram Ichigo usando óculos, e de cabelo preto e olhos calmos. Ao criar Rukia, Kubo modificou a aparência de Ichigo para contrastar com a dela, então Ichigo ficou com cabelo laranja, uma marca registrada do personagem, e sem os óculos. O relógio de pulso que Ichigo usava no primeiro capítulo da série foi baseado em um que Kubo usava na época. Nos capítulos subsequentes, seu relógio de pulso foi baseado no telemóvel W11K de Naoto Fukasawa. De acordo com Kubo, Ichigo e Orihime Inoue, são os personagens mais difíceis de desenhar. Enquanto que ilustrava uma das cenas de Ichigo, Kubo achou estranho desenha-lo com um sorriso alegre.
Kubo afirmou que a maior força de Ichigo é a sua natureza de ser atencioso e pensativo; ele sempre pensa sobre as necessidades de outros. No entanto, ele também observou que a sua maior fraqueza é que ele tende a se preocupar demais com seus amigos, o colocando em perigo. Quando perguntado em uma entrevista se ele tinha quaisquer planos para se concentrar no triângulo amoroso entre Ichigo, Orihime, e Rukia, Kubo optou por não confirmar nem negar se ele deseja focar no romance. Kubo também comentou sobre a popularidade de Ichigo com os leitores, dizendo que ele é popular porque ele "parece legal". Ele também mencionou que, como as pessoas lêem mais sobre ele, elas vão descobrir que ele é uma pessoa calorosa e de bom coração.
Com o lançamento de mais de cinquenta volumes do mangá, Kubo acredita que Ichigo foi o personagem mais desenvolvido até então. Ele disse que Ichigo conduz a história e introduz os leitores para os eventos da mesma. Quando o arco Arrancar terminou, Kubo escreveu a história do zero que resultou que Ichigo perdesse os seus poderes de Shinigami. Da mesma forma que Ichigo se tornou um Shinigami durante o primeiro capítulo da série; ele começa a procurar métodos para recuperar seus poderes originais. Ichigo é dublado por Masakazu Morita no anime japonês, enquanto como uma criança, ele é dublado por Yuki Matsuoka. Morita disse que Ichigo era um de seus personagens favoritos que ele já dublou ao lado de Tidus de Final Fantasy X. Ao descrever Ichigo como um dos seus melhores papéis, Morita observa que dar voz a ele pode ser, algumas vezes, difíceis. No Brasil, Ichigo é dublado por Fábio Lucindo. Johnny Yong Bosch, dublador do Ichigo adolescente na adaptação inglesa, disse que se divertiu ao dublar o personagem devido ao seu interesse pessoal na moral do personagem. No entanto, ele teve dificuldades de se expressar em algumas cenas onde Ichigo grita por um longo tempo.

## Aparições

### EmBleach
Ichigo Kurosaki é um adolescente de 15 anos de idade, que frequenta uma escola de ensino médio na cidade fictícia de Karakura e que tem a capacidade de ver fantasmas. Uma noite, Ichigo encontra uma shinigami chamada Rukia Kuchiki de uma organização secreta chamada Soul Society que são encarregados de enviar almas a vida após a morte. Ao mesmo tempo, a família de Ichigo é atacada por um Hollow, um espírito falecido que se tornou um monstro comedor de almas que os shinigamis lidam. Depois de ser ferida em uma tentativa de proteger Ichigo de um ataque Hollow, Rukia transfere seus poderes de shinigami a ele para que ele possa salvar sua família. Nos meses seguintes, Ichigo atua no lugar de Rukia como shinigami em proteger a cidade de Karakura de Hollows enquanto a amizade deles começa a florescer. O passado de Ichigo também é revelado quando ele enfrenta o Grande Fisher, Hollow que matou sua mãe quando ele tinha nove anos. Com o tempo, a Soul Society envia dois oficiais de alto escalão para levarem Rukia de volta por ter cometido o crime de transferência de seus poderes shinigamis a um ser humano. Treinando com Kisuke Urahara, a fim de resgatar Rukia, Ichigo obtém seus próprios poderes shinigamis e aprende o nome de sua Zanpakutou, Zangetsu (斬月). Em sua busca por Rukia, Ichigo é confrontado por membros do Gotei 13, a principal força militar na Soul Society. Quando ele se aproxima da prisão onde Rukia está sendo mantida em cativeiro, Ichigo luta contra vários inimigos shinigamis incluindo Renji Abarai, Kenpachi Zaraki, e Byakuya Kuchiki, este que adotou Rukia como sua irmã. Durante a sua luta contra Byakuya, Ichigo usa pela primeira vez sua Bankai, que aumenta altamente sua velocidade. Depois de uma longa luta, ele derrota Byakuya, que confessa e explica por que ele tentou matar sua irmã. O Capitão Sōsuke Aizen, que falsificou sua morte antes, estava por atrás da sentença de Rukia e no caos que assolou a Soul Society. Após derrotar os shinigamis que o confrontaram, incluindo Ichigo (que foi gravemente ferido em sua luta anterior), ele foge para o reino do Hueco Mundo antes que outro shinigami possa prendê-lo.

Aparência de Ichigo em sua forma Bankai.

Com o tempo, Aizen começa alvejando Karakura com um exército de Arrancars, Hollows que assumiram forma humana com poderes de shinigamis, depois de serem submetidos ao Hōgyoku. A fim de derrotar os Arrancars e controlar seus poderes Hollow, Ichigo começa seu treinamento com o grupo de shinigamis banidos conhecidos como os Vizards. Durante o ataque dos Arrancars na cidade de Karakura, a amiga de Ichigo, Orihime Inoue foi sequestrada por Ulquiorra, Arrancar de alto nível que faz parte do exército de Aizen, que são conhecidos como os Espada. Quando a Soul Society se recusa a ajudar a salvar Orihime, Ichigo e seus amigos partem ao Hueco Mundo para resgatá-la. No Hueco Mundo, depois de derrotar o Espada Grimmjow Jaegerjaquez, Ichigo consegue salvar Orihime e derrotar Ulquiorra. Logo depois, Ichigo retorna ao Hueco Mundo para lutar contra Aizen no clímax do ataque do vilão na cidade de Karakura. Durante o intervalo da batalha, Ichigo aprende uma técnica chamada de Final Getsuga Tenshō (最後の月牙天衝, Saigo no Getsuga Tenshō) que enfraquece e derrota Aizen, permitindo Urahara selá-lo dentro de uma barreira Kido, causando à perda de seus poderes shinigamis.
Dezessete meses depois, Ichigo se torna um sênior na escola. O início desse novo arco descreve a vida de Ichigo depois que ele perde seus poderes shinigamis. Um dia, ele conhece Kūgo Ginjō, um Fullbringer do grupo Xcution. Ginjo oferece ajuda a Ichigo para recuperar os poderes shinigamis que ele perdeu em troca de ajudar o seu grupo para se tornarem seres humanos comuns. Com a ajuda deles, Ichigo desbloqueia seus próprios poderes Fullbring através de seu emblema de shinigami substituto. No entanto, Ichigo depois descobre que Ginjo e seu aliado Shūkurō Tsukishima, um Fullbringer com capacidade de alterar as memórias das pessoas, o usou para roubar os seus poderes Fullbring para uso de Xcution. Felizmente, a 13º Divisão dá poderes shinigamis a Ichigo e ele luta contra o Ginjo, que se revelou ser o primeiro shinigami substituto em seu duelo. Apesar de saber a verdade, Ichigo resolve proteger a todos e matar Ginjo, o que ele faz depois de uma luta prolongada. Embora tenha descobrido através do Ginjo que a Soul Society monitora e limita os seus poderes, Ichigo diz ao Tribunal do Esquadrão de que ele vai continuar a lutar pelo seu lado enquanto ele pede o seu consentimento para enterrar Ginjo.

### Em outras mídias
Ichigo aparece nos filmes principais da série: protegendo um shinigami chamado Senna em Memories of Nobody; ajudando Tōshirō Hitsugaya em derrotar Sōjirō Kusaka em The DiamondDust Rebellion; salvando Rukia Kuchiki de dois irmãos que podem apagar as memórias dos outros em Fade to Black; e indo para o inferno, a fim de resgatar sua irmã Yuzu em Hell Verse. Ele também aparece em ambos os dois episódios OVAs; lutando contra um Hollow chamado de "o Grande Fisher" no primeiro e contra o shinigami Baishin no segundo. Nos jogos eletrônicos de Bleach, Ichigo é um personagem jogável, incluindo as séries Heat the Soul e Blade Battlers. Em alguns jogos, sua forma Hollow e Bankai estão disponíveis como personagens distintos. Em Rock Musical Bleach, um musical baseado na série Bleach, Ichigo é interpretado por Tatsuya Isaka. O personagem também foi destaque em dois volumes de CD da trilha sonora da série animada chamada Bleach Beat Collection que apresenta as músicas-temas compostas pelo seu dublador japonês, Masakazu Morita. Neste primeiro, ele é o único personagem no CD e no quarto volume de DVD da quarta temporada da série animada, ele está junto de Rukia. Ichigo também aparece no primeiro volume de CD de Bleach Breathless Collection da trilha sonora da série, juntamente com a personificação de seus poderes Quincy que posou com o espírito de sua Zanpakutou, Zangetsu.

## Recepção
Ichigo é considerado como um dos personagens mais populares da série, sempre se encontrando no top 5 das pesquisas de popularidade da Weekly Shonen Jump. Ele geralmente alcançava o primeiro lugar, mas no início de 2008 caiu para terceiro. Sua espada, Zangetsu, também é muito popular, sendo classificada em 3º lugar nas pesquisas de popularidade envolvendo Zanpakutous. Em uma pesquisa realizada pela revista japonesa Newtype em 2007, Ichigo foi classificado como um dos melhores personagens masculinos dos animes. Na Sociedade para a Promoção da Animação Japonesa (SPJA), Ichigo foi eleito para o melhor personagem de anime do sexo masculino em 2008. A distribuidora de músicas japonesa Recochoku fez duas pesquisas anuais de que personagens de anime que as pessoas gostariam de se casar. Ichigo ocupava o décimo lugar na categoria "O Personagem que Eu Quero Ter Como Noivo" a partir do inquérito de 2008 e na pesquisa de 2009. A Wizard Entertainment considerou Ichigo como o melhor herói de 2007, comentando que ele não tenta ser um, apenas luta para proteger seus amigos, ou como uma forma de dívida. A IGN classificou Ichigo na posição 20 do Top 25 dos melhores personagens de anime de todos os tempos, com comentários focados na sua concepção e personalidade. Na primeira Seiyu Awards em março de 2007, Masakazu Morita ganhou na categoria de "Melhor Ator Estreante" ao dublar Ichigo Kurosaki. O dublador de Ichigo na adaptação inglesa, Johnny Yong Bosch, também tem sido elogiado por seu trabalho de voz no personagem de Ichigo pelo Anime News Network (ANN), que comparou favoravelmente o trabalho de Bosch e Morita. Várias mídias baseadas na aparência de Ichigo foram criadas, incluindo action figures, brinquedos de pelúcia e etc. Desde que a série foi lançada, modelos de réplica da Zanpakutō e Bankai de Ichigo foram produzidas para compra por colecionadores e fãs.
Várias publicações do mangá, anime, jogos eletrônicos, e outros meios afins têm fornecido elogios e críticas sobre o personagem de Ichigo. Melissa Harper do ANN comentou que as ações rebeldes iniciais de Ichigo fez dele quase um anti-herói estereotipado, mas notou que logo foi revelado que ele é um personagem mais complexo com um passado triste. Charles Solomon do Los Angeles Times comentou que o personagem de Ichigo tem pouco em comum com os protagonistas de outras séries devido ao seu mau humor e como ele tende a lutar. Contudo, acrescentou que os leitores da série ainda "amam" Ichigo. A maneira como Ichigo se torna um shinigami foi relativamente comum para Carlos Alexandre. Ele observou que o personagem de Ichigo é um "cara durão com um coração de ouro" e que isso "já havia sido feito em várias outras séries". Charles White da IGN elogiou a luta clímax de Ichigo contra Byakuya Kuchiki como um dos melhores lutas da série Bleach, e mais tarde Ramsey Isler deu um elogio adicional para o design e a qualidade da voz Hollow interna de Ichigo. O desenvolvimento de Ichigo durante o arco de resgate na qual ele se sacrifica para salvar Rukia Kuchiki de ser executada foi elogiado por Theron Martin do ANN. Ele elogiou as cenas em que Ichigo consegue parar a execução de Rukia e sua subsequente demonstração de sua Bankai como um dos "eminentemente satisfatórios momentos marcantes da série". Corrina Lawson do Wired News afirmou que ela gostava do forte sentimeto de responsabilidade de Ichigo, e comentou que foi uma das razões da popularidade da série.